# Dmitri Sokolov (biatleta)
Dmitri Petróvich Sokolov –en ruso, Дмитрий Петрович Соколов– (Fadiushino, 20 de mayo de 1924-Kurgán, 4 de julio de 2009) fue un deportista soviético que compitió en biatlón.
Ganó cuatro medallas en el Campeonato Mundial de Biatlón entre los años 1958 y 1961.  Participó en los Juegos Olímpicos de Squaw Valley 1960, ocupando el sexto lugar en la prueba individual.
En 1985 fue condecorado con la Orden de la Guerra Patria de 2.ª clase.

## Palmarés internacional
| Campeonato Mundial | Campeonato Mundial   | Campeonato Mundial | Campeonato Mundial |
| Año                | Lugar                | Medalla            | Prueba             |
| ------------------ | -------------------- | ------------------ | ------------------ |
| 1958               | Saalfelden (Austria) | Medalla de plata   | Equipo             |
| 1959               | Courmayeur (Francia) | Medalla de oro     | Equipo             |
| 1959               | Courmayeur (Francia) | Medalla de plata   | Individual         |
| 1961               | Umeå (Suecia)        | Medalla de plata   | Equipo             |